# كوخيسيس ديل مونتي
كوخيسيس ديل مونتي (بالإسبانية: Cogeces del Monte)‏ هي بلدية تقع في مقاطعة بلد الوليد، قشتالة وليون، إسبانيا. وفقًا لتعداد عام 2004 (المعهد الوطني للإحصائيات)، يبلغ عدد سكان البلدية 863 نسمة.